# Cantonul Noirétable
Cantonul Noirétable este un canton din arondismentul Montbrison, departamentul Loire, regiunea Rhône-Alpes, Franța.

## Comune
| Comune                     | Populație (1999) | Cod poștal | Cod INSEE |
| -------------------------- | ---------------- | ---------- | --------- |
| Cervières                  | 111              | 42440      | 42034     |
| La Chamba                  | 53               | 42440      | 42040     |
| La Chambonie               | 46               | 42440      | 42045     |
| La Côte-en-Couzan          | 83               | 42111      | 42072     |
| Noirétable                 | 1 637            | 42440      | 42159     |
| Saint-Didier-sur-Rochefort | 407              | 42111      | 42217     |
| Saint-Jean-la-Vêtre        | 387              | 42440      | 42238     |
| Saint-Julien-la-Vêtre      | 451              | 42440      | 42245     |
| Saint-Priest-la-Vêtre      | 106              | 42440      | 42278     |
| Saint-Thurin               | 181              | 42111      | 42291     |
| Les Salles                 | 424              | 42440      | 42295     |
| La Valla-sur-Rochefort     | 121              | 42111      | 42321     |